# Liz Burch
Liz Burch, född 18 oktober 1954 i Hornsby utanför Sydney, är en australisk skådespelare.
Hon har framför allt medverkat i olika TV-serier. Bl.a. spelade hon läkaren Christina "Chris" Randall 49 avsnitt i TV-serien Doktorn kan komma 1986-1991.

## Filmografi

### Filmer
- 1995 - Tunnel Vision - Mrs. Leyton
- 1996 - Roses - Rose

### TV-serier
- 1966 - Play School - sig själv
- 1983-1985 - Five Mile Creek - Kate Wallace, 30 avsnitt
- 1986-1991 - Doktorn kan komma - doktor Chris Randall, okänt antal avsnitt
- 1996-1997 - Ocean Girl - doktor Dianne Bates, 26 avsnitt
- 1996 - Home and away - Maureen Richards, okänt antal avsnitt
- 2003 - CrashBurn - Candice, 13 avsnitt
- 2005-2006 - Blue Water High - Jilly, 26 avsnitt